# Arctesthes regilla
Arctesthes regilla är en fjärilsart som beskrevs av Alfred Philpott 1928. Arctesthes regilla ingår i släktet Arctesthes och familjen mätare. Inga underarter finns listade i Catalogue of Life.